# Kaijū

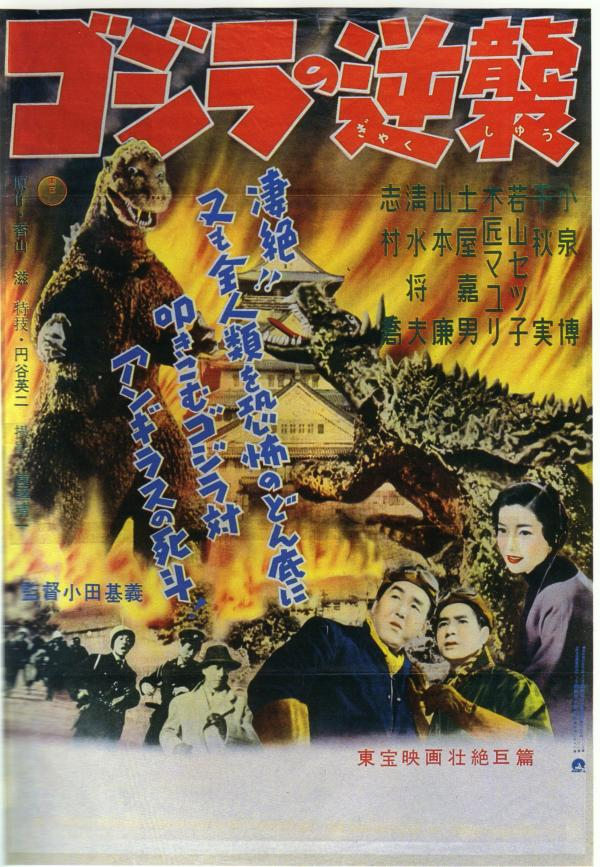
Godzilla e Anguirus, due kaijū, sul poster del film Il re dei mostri.

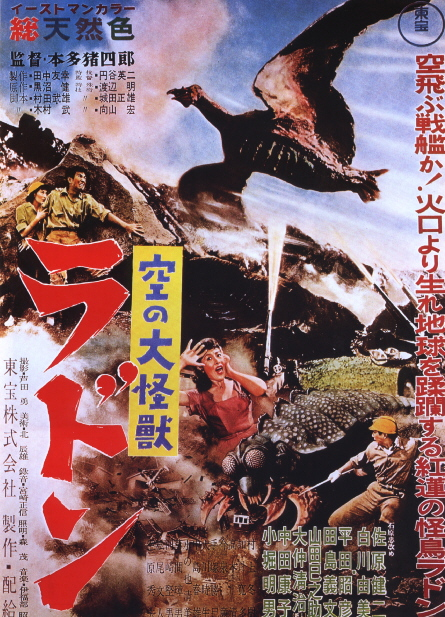
Rodan, un altro kaijū, sul poster del film Rodan, il mostro alato

Il kaijū (怪獣? lett. "strana bestia"; AFI: [kaidʑɯːᵝ]) è un tipo di mostro tipico della fantascienza giapponese. Il termine si è diffuso in Occidente negli anni 1950 grazie ai kaijū eiga ("film di mostri giganti"), film di mostri che hanno per protagonisti sia dei kaijū che dei kaijin, ovvero "mostri umanoidi", e daikaijū, cioè "mostri giganti". Il capostipite dei kaijū è Gojira (Godzilla in Occidente), protagonista dell'omonimo film del 1954 della Toho.
I kaijū, nati dalla fantasia di team creativi giapponesi a partire dal dopoguerra, sono figure ispirate all'era atomica. Sovente, infatti, sono le radiazioni nucleari le vere protagoniste, essendo a loro imputate le mutazioni genetiche responsabili della nascita di questi mostri. Questi mostri e la mitologia ad essi associata hanno anche costituito l'origine di altre serie televisive e cinematografiche di ispirazione postatomica, dai super sentai fino ad arrivare ai mecha, inaugurando di fatto un vero e proprio genere.
Parallelamente all'uscita dei primi film, in Giappone si è assistito anche ad una sorta di iniziale forma di merchandising; molti dei mostri presentati nelle pellicole diventavano infatti giocattoli molto richiesti dai bambini dell'epoca. Oggi, quei personaggi spesso prodotti con plastiche di bassa qualità sono diventati veri e propri oggetti da collezione per appassionati.

## Filmografia
Qui sotto la lista dei film più celebri riguardanti i kaijū:
- Wasei Kingu Kongu (1933)
- Godzilla (1954)
- Il re dei mostri (1955)
- Rodan, il mostro alato (1956)
- Daikaijū Baran (1958)
- Mothra (1961)
- Il trionfo di King Kong (1962)
- Watang! Nel favoloso impero dei mostri (1964)
- Ghidorah! Il mostro a tre teste (1964)
- Gamera (1965)
- Frankenstein alla conquista della Terra (1965)
- L'invasione degli astromostri (1965)
- Kong, uragano sulla metropoli (1966)
- Il ritorno di Godzilla (1966)
- Il figlio di Godzilla (1967)
- Odissea sulla Terra (1967)
- Gappa - Il mostro che minaccia il mondo (1967)
- King Kong - Il gigante della foresta (1967)
- Gli eredi di King Kong (1968)
- Gojira Minira Gabara - All kaijū dai shingeki (1969)
- Atom, il mostro della galassia (1970)
- Godzilla - Furia di mostri (1971)
- Godzilla contro i giganti (1972)
- Ai confini della realtà (1973)
- Godzilla contro i robot (1974)
- Distruggete Kong! La Terra è in pericolo! (1975)
- Terremoto 10° grado (1977)
- Il ritorno di Godzilla (1985)
- Gamera: Guardian of the Universe (1995)
- Godzilla contro Biollante (1989)
- Godzilla contro King Ghidorah (1991)
- Godzilla contro Mothra (1992)
- Gojira VS Mekagojira (1993)
- Gojira VS Spacegojira (1994)
- Monster Planet of Godzilla (1994)
- Gojira VS Destroyer (1995)
- Rebirth of Mothra (1996)
- Rebirth of Mothra II (1997)
- Rebirth of Mothra III (1998)
- Gojira 2000 - Millennium (1999)
- Gojira × Megaguirus - G shōmetsu sakusen (2000)
- Gojira Mothra King Ghidorah - Daikaijū sōkōgeki (2001)
- Gojira × Mekagojira (2002)
- Gojira × Mothra × Mekagojira - Tōkyō SOS (2003)
- Godzilla: Final Wars (2004)
- Ultraman: The Next (2004)
- Gamera: The Brave (2006)
- The Monster X Strikes Back: Attack the G8 Summit (2008)
- Shin Gojira (2016)
- Godzilla Minus One (2023)

### Film d'animazione
- Godzilla - Il pianeta dei mostri (2017)
- Godzilla - Minaccia sulla città (2018)
- Godzilla - Mangiapianeti (2018)

### Film non giapponesi
La lista contiene unicamente i film esteri basati sui kaijū giapponesi, per altri film vedasi film di mostri.
- Godzilla, King of the Monsters! (1956)
- Cozzilla (1977)
- Godzilla (1998)

#### MonsterVerse
- Godzilla (2014)
- Kong: Skull Island (2017)
- Godzilla II - King of the Monsters (2019)
- Godzilla vs. Kong (2021)
- Godzilla e Kong - Il nuovo impero (2024)

### Serie TV
- Zone Fighter (1973)
- Godzilla Island (1997-1998)
- Kaijū Ningyōgeki Gojiban (2019)
- Monarch: Legacy of Monsters (2023-2024)

#### Serie animate
- Godzilla (1978-1979)
- Godzilla: The Series (1998-2000)
- Kaiju Girls (2016)
- Tadaima! Chibi Gojira (2020-2021)
- Godzilla - Punto di singolarità (2021)
- Chibi Gojira no Gyakushū (2023)
- Skull Island (2023)